# Jardí zoològic de Bratislava
El Jardí zoològic de Bratislava (en eslovac: Zoologická záhrada Bratislava) és un zoològic de 96 hectàrees  a la ciutat de Bratislava, Eslovàquia, al barri de Karlova Veus. Es troba en el bosc dels Petits Carpats. Segons dades de 2007, el zoològic compta amb una superfície de 96 hectàrees (240 acres), i és la llar de 958 exemplars de 167 espècies d'animals. En 2006, el zoològic va rebre 203.000 visitants.

## Història
Una proposta per construir un zoològic a Bratislava va aparèixer per primera vegada el 1948, dues alternatives es van plantejar per a la ubicació del parc zoològic: Železná studienka al Parc forestal de Bratislava i la Vall Mlynská. Aquesta última va ser triada com el lloc per al nou zoològic, a pesar que estava planejat inicialment usar-ho com un parc cultural en la riba del riu Danubi.